# Melestora venezuelana
Melestora venezuelana är en kackerlacksart som beskrevs av Karlis Princis 1952. Melestora venezuelana ingår i släktet Melestora och familjen Polyphagidae. Inga underarter finns listade i Catalogue of Life.